# Тейт, Томас
Томас Тейт (англ. Thomas Tate.; 19 декабря 1965, Детройт, Мичиган, США) — американский боксёр-профессионал. Претендент на титулы WBC и IBF в среднем весе, а также на пояс IBF во втором среднем весе. Является братом золотого медалиста Олимпийских игр 1984 года, экс-чемпиона мира по версии IBF в среднем весе Фрэнка Тейта.

## Любительская карьера
Участвовал в национальном турнире Золотые Перчатки, где в предварительных встречах уступил по очкам своему соотечественнику Рою Джонсу. Победитель Западного Отборочного Турнира на Олимпийские игры 1988 г. в Сеуле.

## Профессиональная карьера
Дебютировал на профессиональном ринге в 23 года, одолев техническим нокаутом Морриса Доугерти.
После этого провел ещё пятнадцать боев, все из которых выиграл, двенадцать побед одержал досрочно.
1 апреля 1991 года Томас вышел на ринг против опытного джорнимена Реджи Миллера и одолел его техническим нокаутом в девятом раунде.
После этого Тейт провел пять победных боев, прежде чем встретился с Перси Херрисом.

### 4 декабря1991Томас Тейт —Перси Херрис
- Место проведения:  Сан-Пеллегрино-Терме, Ломбардия, Италия
- Результат: Победа Херриса единогласным решением судей в 12-раундовом бою
- Статус: Бой за титул интерконтинентального чемпиона по версии IBF в среднем весе
- Вес: Тейт 72.12 кг; вес Херриса точно неизвестен

Бой между Томасом Тейтом и Перси Херрисом был назначен на 4 декабря 1991 года. Место проведения — Сан-Пеллегрино-Терме в Италии. «Ледяной Чай» к моменту боя имел в послужном списке двадцать две победы при нуле поражений. В послужном списке Херриса значилось два поражения по очкам. Оба его победителя являлись на тот момент молодыми проспектами (один из них — ещё безызвестный Бернард Хопкинс) Этот бой должен был стать настоящей проверкой для 25-летнего проспекта Тейта. Он не сумел пройти этот тест и проиграл Перси Херрису единогласным решением судей.

### 1 апреля1992Томас Тейт —Даниэль Перес
- Место проведения:  Бейкерсфилд, Калифорния, США
- Результат: Победа Тейта единогласным решением судей в 10-раундовом бою
- Статус: Рейтинговый бой.
- Счет судей: 99-91, 97-93, 96-94 — все в пользу Тейта.
- Вес: Тейт 73.93 кг; Перес 73.48 кг

Тейт вернулся на ринг спустя четыре месяца после первого поражения в карьере. Бой продлился все отведенные десять раундов, все трое судей с разным счетом отдали победу Томасу.

### 22 мая1992Томас Тейт —Марио Арреола
- Место проведения:  El Toreo de Cuatro Caminos, Мехико, Мексика
- Результат: Победа Тейта нокаутом во 2 раунде в 10-раундовом бою
- Статус: Рейтинговый бой.
- Рефери: Хесус Торрес
- Вес: Тейт 72.12 кг; Арреола 72.12 кг

22 мая Томас Тейт провел свой второй бой за пределами США. На этот раз он приехал в Мексику, и ему противостоял местный боец Марио Арреола. Несмотря на то, что мексиканец провел всего три профессиональных боя, он встречался с опытными джорнименами. Все три поединка Арреола проиграл досрочно. Вот и на этот раз американский боксер нокаутировал его на последней секунде второго раунда.

### 1 августа1992Томас Тейт —Джулиан Джексон
- Место проведения:  Отель Хилтон, Лас-Вегас, Невада, США
- Результат: Победа Джексона единогласным решением судей в 12-раундовом бою
- Статус: Бой за титул чемпиона мира по версии WBC в среднем весе (4-я защита Джексона).
- Рефери: Ричард Стили
- Счет судей: Горацио Кастилла (116-111), Дейв Браун (117-111), Чак Джиампа (116-111)— все в пользу Джексона.
- Вес: Тейт 72.12 кг; Джексон 72.12 кг

Тейт попытался отобрать пояс у легендарного панчера, «Виргинского Ястреба» Джулиана Джексона. В четвёртом раунде Джексону удается отправить соперника в нокдаун, однако в целом бой прошёл в равной борьбе с переменным успехом. По итогам двенадцати раундов все трое судей отдали предпочтение Джулиану, однако решение было достаточно спорным.
Спустя почти два месяца завоевал континентальный американский титул WBC, одолев единогласным решением судей Мелвина Уайнна. После этого он одержал ещё четыре победы подряд.
В мае 1994 года Тейт стал обязательным претендентом на титул чемпиона мира по версии IBF в среднем весе. Им тогда владел Рой Джонс младший, с которым Томас уже встречался в любителях.

### 27 мая1994Томас Тейт —Рой Джонс
- Место проведения:  MGM Grand, Лас-Вегас, Невада, США
- Результат: Победа Джонса техническим нокаутом во 2 раунде в 12-раундовом бою
- Статус: Бой за титул чемпиона мира по версии IBF в среднем весе (1-я защита Джонса)
- Рефери: Ричард Стили
- Счет судей: Джерри Рот (10-9), Дон О'Нил (10-9), Том МакДонаф (10-9) — все в пользу Джонса.
- Вес: Тейт 72.34 кг; Джонс 72.12 кг

Перед боем Тейт всячески оскорблял своего противника и очень много обещал, однако на ринге все сложилось совершенно иначе. В первом раунде Томас прессинговал Джонса, не уступая тому в активности, однако Рой попадал по оппоненту, при этом заставляя того промахиваться. Это и заставило Тейта сбавить темп. В начале второго раунда Рой ускользнул от очередной атаки «Ледяного Чая» и нанес ему точный хук в челюсть, от которой Тейт упал на канвас. Он сумел подняться на счет семь, но был потрясен. Секундант предпочел снять своего подопечного с боя, несмотря на недовольство последнего. Рой Джонс успешно защитил принадлежащее ему звание чемпиона мира.